# Alstroemeria andina
Alstroemeria andina är en alströmeriaväxtart som beskrevs av Rodolfo Amando Philippi. Alstroemeria andina ingår i släktet alströmerior, och familjen alströmeriaväxter.

## Underarter
Arten delas in i följande underarter:
- A. a. andina
- A. a. venustula